# Печатка Шептаківської сотні

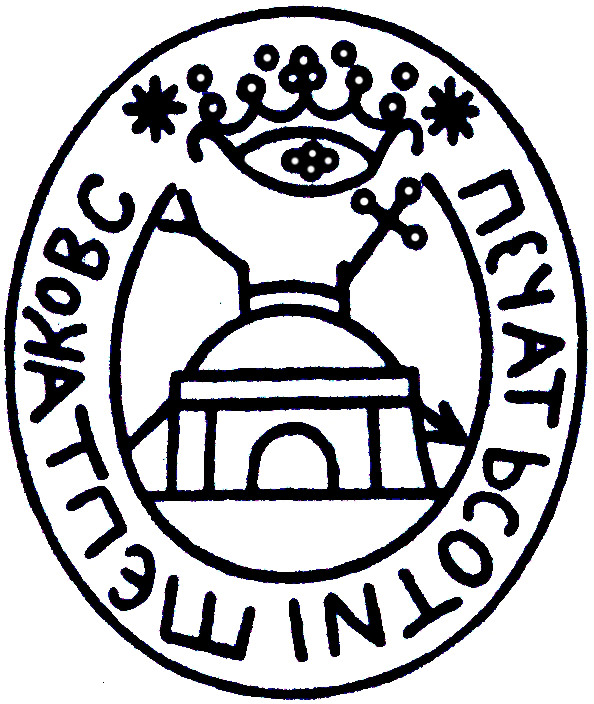
Печатка Шептаківської сотні

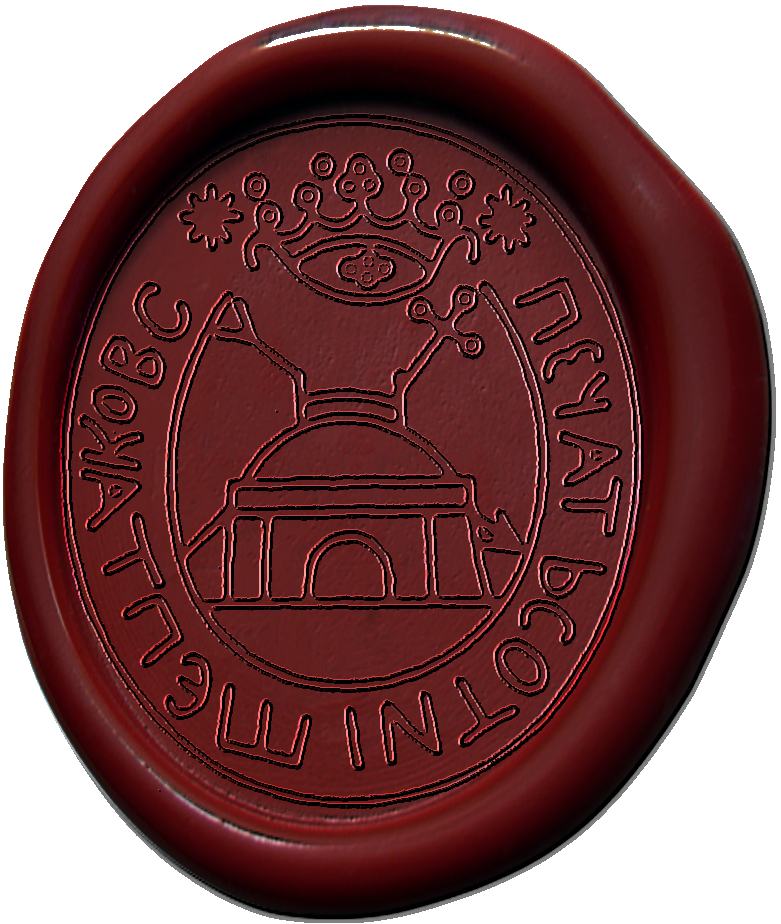
Печатка Шептаківської сотні (реконструкція)

## Історія
Історія виникнення невідома. Письмові джерела, стосовно дати виникнення печатки не збереглися.

## Використання
Печатка використовувалася шептаківською сотенною канцелярією, Стародубського полку, в період Гетьманщини.

## Опис
В полі печатки на основі двоповерхового вежа з прочиненими воротами, за якою перехрещено стрілу і меч вістрями додолу. Згори шоломова корона, обабіч якої дві восьмипроменеві зірки.

Напис по колу: ПЕЧАТЬ COTNI ШЕПТАКОВС, при цьому літери: Ш, П, Т, А подано у перевернутому вигляді, тобто догори низом.

## Розміри
Печатка овальна, розмір 28×24 мм.

## Місце зберігання
Не збереглася.